# 炉院街街道
炉院街街道，是中华人民共和国新疆维吾尔自治区乌鲁木齐市沙依巴克区下辖的一个乡镇级行政单位。

## 行政区划
炉院街街道下辖以下地区：
炉院街社区、和平桥社区、炉院北街社区、炉院东街社区、长征新村社区、变电站社区、棉花北街社区、棉花南街社区、仓房沟南路社区、仓房沟北路社区、天山建材社区、乌拉泊社区、后峡社区、双和社区和仓房沟村。